# 410 (číslo)
Čtyři sta deset je přirozené číslo. Následuje po číslu čtyři sta devět a předchází číslu čtyři sta jedenáct. Římskými číslicemi se zapisuje CDX a řeckými číslicemi υι.

## Matematika
410 je:
- Deficientní číslo
- Složené číslo
- Nešťastné číslo

## Astronomie
- (410) Chloris je planetka hlavního pásu, kterou objevil v roce 1896 Auguste Charlois

## Roky
- 410
- 410 př. n. l.